# Eisosom
Ein Eisosom (von altgriechisch εἴσ ‚hinein‘ und σῶμα ‚Körper‘) ist ein Proteinkomplex in der Zellmembran von Hefen, an dem die Endozytose beginnt.

## Eigenschaften
Bei Hefen beginnt die Endozytose an bestimmten Bereichen der Zellmembran, den Eisosomen. Es gibt etwa 50 bis 100 Eisosomen auf der Zelloberfläche von Hefen, welche die Proteine Pil1, Lsp1, Sur7, NCE102, Eis1, Seg1 und Ygr130C enthalten. Diese bilden eine Falte in der Zellmembran von 50 × 300 nm. Sur7 und Nce102 sind dabei Transmembranproteine in der Zellmembran, während Pil1 und Lsp1 als periphere filamentöse Strukturproteine an der Innenseite der Zellmembran die Vertiefung stabilisieren.